# Кочак, Абдюлькадир
Абдюлькадир Кочак (тур. Abdülkadir Koçak; род. 1 января 1981) — турецкий боксёр, представитель первой наилегчайшей весовой категории. Выступал за сборную Турции по боксу на всём протяжении 2000-х годов, чемпион Средиземноморских игр, чемпион турецкого национального первенства, победитель и призёр многих турниров международного значения.

## Биография
Абдюлькадир Кочак родился 1 января 1981 года. Проходил подготовку в столичных боксёрских клубах «Бешикташ» и «Текельспор».
Первого серьёзного успеха на взрослом международном уровне добился в сезоне 2001 года, когда вошёл в основной состав турецкой национальной сборной и побывал на Средиземноморских играх в Тунисе, откуда привёз награду золотого достоинства, выигранную в зачёте первой наилегчайшей весовой категории. Также в этом сезоне стал серебряным призёром международного турнира «Трофео Италия» в Неаполе и выступил на чемпионате мира в Белфасте, где выбыл из борьбы за медали уже в 1/16 финала.
В 2002 году получил серебро на Кубке Анвара Чоудри в Баку и бронзу на международном турнире «Странджа» в Пловдиве, проиграв в полуфинале местному болгарскому боксёру Салиму Салимову.
На мировом первенстве 2003 года в Бангкоке в 1/16 финала вновь уступил Салиму Салимову.
В 2004 году одержал победу на чемпионате Турции в зачёте первого наилегчайшего веса. Добавил в послужной список бронзовую награду, полученную на домашнем студенческом чемпионате мира в Анталии.
В 2005 году выиграл бронзовую медаль на Средиземноморских играх в Альмерии.
Последний раз показывал сколько-нибудь значимые результаты на международной арене в сезоне 2007 года, когда стал бронзовым призёром Мемориала Феликса Штамма в Варшаве и турнира братьев Кличко в Киеве. Кроме того, боксировал на домашнем международном турнире «Ахмет Джёмерт» в Стамбуле, проиграв на предварительном этапе представителю Украины Георгию Чигаеву.